# François d'Assise
Pour les articles homonymes, voir Saint François et François d'Assise de Bourbon.
François d'Assise (en italien : Francesco d'Assisi), né Giovanni di Pietro Bernardone en 1181 ou 1182 à Assise (Italie actuelle) et mort le 3 octobre 1226 dans cette même ville, est un religieux catholique italien, diacre, mystique, et fondateur de l'ordre des Frères mineurs (O.F.M.) en 1210, caractérisé par une sequela Christi dans la prière, la joie, la pauvreté, l'évangélisation et l'amour de la Création divine.
Chevalier du Christ et de Dame Pauvreté, saint François est considéré comme l'un des plus grands saints de l’histoire de l'Église : il fait accomplir au christianisme une mutation décisive, et est rapidement surnommé l'Alter Christus, « l’autre Christ », après sa mort. Selon la tradition catholique, il est le premier saint de l’histoire à recevoir les stigmates. 
Saint François d’Assise est aussi considéré comme le précurseur du dialogue interreligieux, notamment pour ses échanges avec le sultan d'Égypte Al-Kâmil, qu'il tente de convertir tout en cherchant à mettre fin à la cinquième croisade. 
S’il n’est pas exactement l’inventeur de la crèche vivante, on reconnaît qu’il en a amélioré la forme rendue plus réaliste, et qu’il a largement popularisé cette pratique en Occident.
En 1228, deux ans à peine après sa mort, François est canonisé par le pape Grégoire IX, « record » battu seulement par Antoine de Padoue et Pierre de Vérone. 
François d'Assise est commémoré le 4 octobre dans le calendrier liturgique catholique.
Avec sainte Catherine de Sienne, il est désigné saint patron de l'Italie, il est aussi associé au patronage des animaux et de l'environnement naturel.
Les écrits les plus connus relatifs à la vie de saint François et des premiers franciscains sont les Fioretti ou les petites fleurs.

## Biographie
Fils d'un riche marchand de tissus en Ombrie, François naît à Assise entre le mois de mai et septembre 1181 ou 1182. 

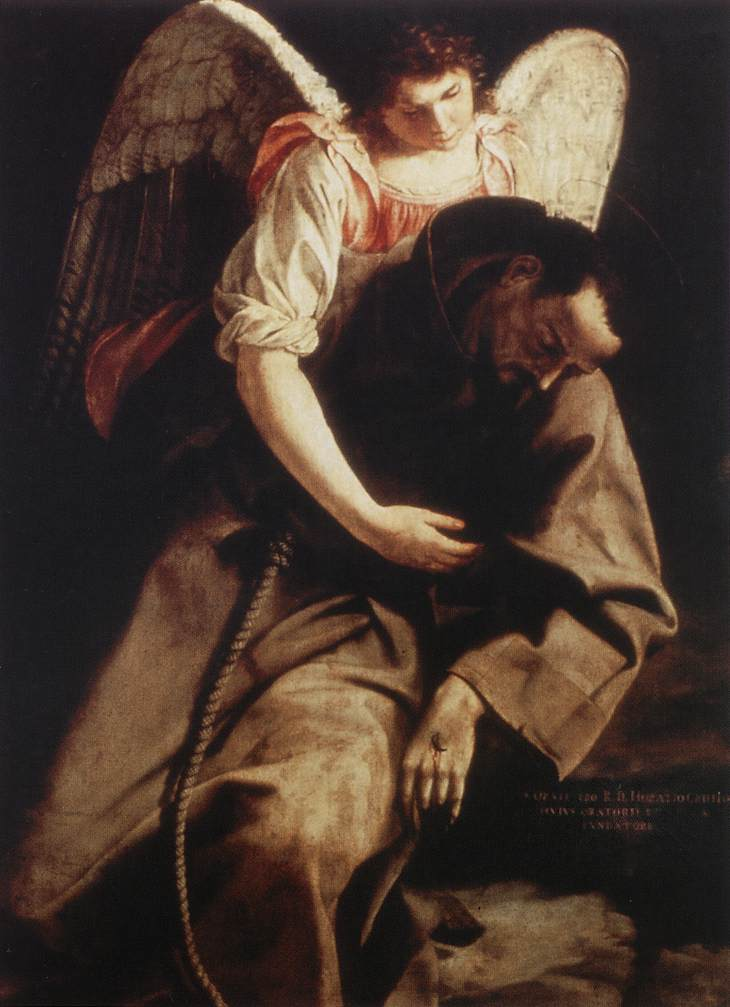
François d'Assise par Orazio Gentileschi.

Il est l'aîné des sept enfants de Pietro Bernardone dei Moriconi, riche drapier d'Assise, et de Dona Joanna Pica de Bourlémont, femme pieuse issue de la noblesse provençale (la Provence est de culture occitane, bien que relevant du Saint-Empire romain germanique jusqu'en 1481) et que Pietro a épousée en secondes noces en 1180 après un veuvage.
Son père n'est pas producteur de drap, mais revendeur, dans son échoppe, ainsi que sur les marchés et les foires, allant chercher ses étoffes dans les zones de production ou d'échange. 
Sa richesse est constituée d'argent en numéraire placé ou prêté à intérêt, et des revenus de terres situées dans le contado et surtout de maisons dans la ville même d'Assise.
À sa naissance, alors que son père est en France pour négocier des draps et étoffes dans les foires de Provence et de Champagne, sa mère le fait baptiser sous le nom de Giovanni (Jean) en l'honneur de l'apôtre homonyme, dans la cathédrale d'Assise consacrée à Rufin, saint patron de la ville.
De retour de son voyage en France, où il a fait de très bonnes affaires et en hommage à ce pays, son père lui donne le nom de Francesco (François en italien), nom qu’il gardera et par lequel il sera mondialement connu,.

### Jeunesse et vertus courtoises
Dans les années 1190, il suit des cours dans l'école de chanoines de l'église San Giorgio, à Assise, où il apprend le latin.
Destiné à seconder son père et probablement à lui succéder, il quitte l'école à 14 ans et entre dans la corporation des marchands. Il est doué d’une réelle compétence professionnelle et on lui reconnaît la qualité d’habile négociateur. 
François vit une jeunesse dissipée marquée par les aspirations de son époque. Il a rencontré très probablement à cette époque plusieurs femmes, et il en connaissait au moins une, au sens biblique, comme le suggère son « Testament ». 
Son métier l’amène à entrer en relation avec la noblesse de sa commune, et ses grandes dépenses attestent qu’il cherche à en adopter le mode de vie et les idéaux courtois.
Si l’on en croit ses hagiographes, François nourrit l’ambition de devenir chevalier, c’est-à-dire d’assurer, en tant que miles, un service armé citadin à cheval, avec le style de vie chevaleresque auquel il est lié. 
Au sein de sa commune, il est du côté des minores, la bourgeoisie ascendante, contre les maiores, qui avaient le monopole des magistratures civiques.
À l'époque des révoltes communales avec leurs bourgeois aspirant à la noblesse, il fait la guerre à la noblesse d'Assise et de Pérouse. 
La défaite des Assisiates à Ponte San Giovanni, en novembre 1202 est pour lui suivie d'une année d'emprisonnement. 
Malade durant sa captivité (probablement un début de tuberculose), il est libéré à prix d’argent, grâce à son père, et doit, après son retour à Assise, calmer ses ardeurs.
Les maladies, contractées pendant ce séjour en prison, ébranlent sérieusement sa santé qui demeurera ensuite toujours fragile. Cependant François est alors persuadé qu’une grande destinée l’attend, et il n’hésite pas à affirmer à ses compagnons : « Apprenez que je serai un jour vénéré dans tout l’univers. »
Aimant la chanson de geste des troubadours, il n'hésite pas à entonner des chansons provençales, venues de sa mère, et des cantilènes et chansons d’amour courtoises. 
Aussi retrouvera-t-on dans les strophes de ses œuvres le travail rythmique de ces poètes et musiciens de langue d'oc. La courtoisie n’est pas simple affabilité : c’est une manière de vivre raffinée, qui, refusant la brutalité du désir, et l’agressivité de sa propre puissance, développe une élégante magnanimité.
Deux des vertus essentielles dictées par la courtoisie, la générosité fastueuse et la joie, sont pratiquées par François avant et après sa conversion : largesse dans les aumônes aux pauvres, aux lépreux et aux prêtres, joie comme signe distinctif de la vie de cour et de son prestige, mais aussi joie spirituelle, expression de la confiance en la bonté de Dieu, que François inscrira dans la plus ancienne règle, la Regula non bullata (VII, 16 et XVII, 8), à l’adresse de ses frères.

### Changement de vie

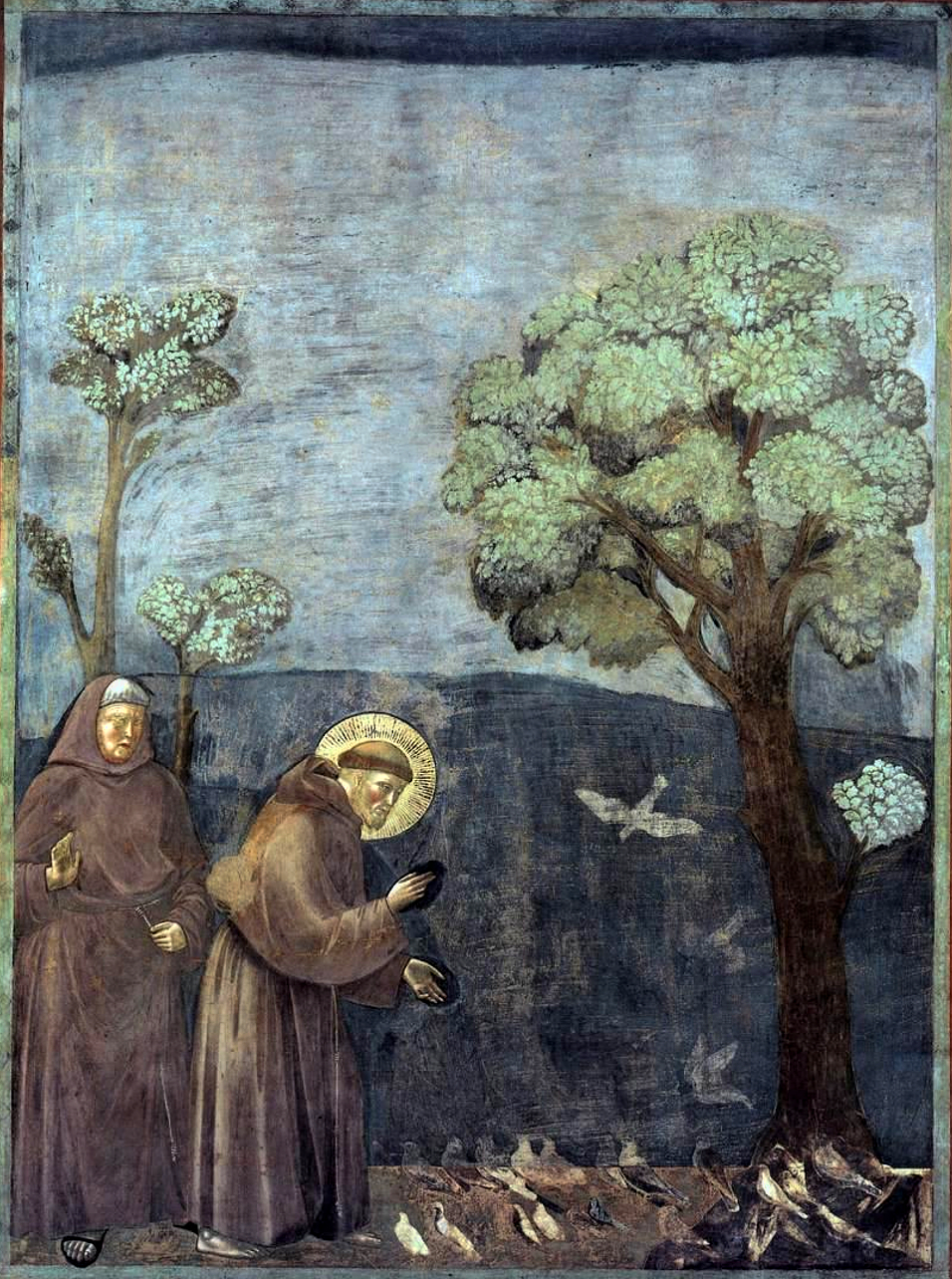
François d'Assise prêchant aux oiseaux (d'après les Fioretti) par Giotto.

Plutôt que de conversion religieuse, expression qui suggère l’irruption brutale de la grâce dans l’âme d’un pécheur, l’historien André Vauchez préfère parler d’un « retournement » réalisé en plusieurs temps, entre l’été 1205 et le début de 1208.
La longue maladie qui immobilise François une grande partie de l'année 1204 a pu favoriser son passage progressif des valeurs chevaleresques à un programme de vie fondé sur l’Évangile.
Au début de 1205, alors qu'il rêve toujours d'acquérir le rang de noblesse par de hauts faits d'armes et d'être adoubé chevalier à la manière d'un princeps juventutis, il s'apprête à rejoindre l'armée de Gautier III de Brienne, mais un songe fait à Spolète, où il tombe malade, le pousse à abandonner tout espoir d'accomplir ce projet et il refuse de prendre les armes.
De retour à Assise, percevant les limites de l'idéal chevaleresque qui l'avait jusque-là animé, il abandonne peu à peu son style de vie et ses compagnons de fête et il fréquente de plus en plus souvent les chapelles du Val di Spoleto. 
Sa conversion intérieure passe par des moments de prière et de méditation, à l’écart, dans une grotte que nous appelons aujourd'hui un ermitage, des actes d’aumône aux pauvres, entrecoupés de périodes de dépression et de désarroi.

Dans son « Testament », François indique lui-même que la rencontre avec les lépreux est l'évènement qui détermina son retournement : 

« Le Seigneur me donna ainsi à moi de commencer à faire pénitence : lorsque j’étais dans les péchés, il me semblait extrêmement amer de voir des lépreux. Et le Seigneur me conduisit parmi eux et je leur fis miséricorde […] et après cela, je ne restai que peu de temps et je sortis du monde. Et en m’en allant de chez eux, ce qui semblait amer fut changé pour moi en douceur de l’âme et du corps. »

 Ces déshérités ne sont plus à ses yeux des lépreux, mais des frères. François est alors imprégné par la notion de miséricorde qu'il a reçue des mouvements religieux laïcs de son époque, nouvelle sensibilité à la souffrance et à la déchéance d'autrui. 
Cette attitude de miséricorde précède sa découverte de l’Évangile ; en d’autres termes, « la conscience de François a eu besoin de la médiation du prochain pour rencontrer Dieu. » Avec la pénitence et la paix, la miséricorde va devenir l'un des maîtres mots de la prédication franciscaine.
En 1205, il a vingt-trois ans. Alors qu'il est en prière devant le crucifix de la chapelle Saint-Damien, selon la légende (« légende » s'entend ici dans son sens originel, c'est-à-dire une hagiographie lue dans les monastères, pendant les repas ; dans les églises, pour l’édification des fidèles lors de la fête d’un saint), François entend une voix lui demandant de « réparer son Église en ruine,. » Prenant l'ordre au pied de la lettre, il se rend à la ville voisine de Foligno, pour y vendre des pièces de drap du commerce de son père, ainsi qu’un cheval et pouvoir restaurer la vieille chapelle délabrée.

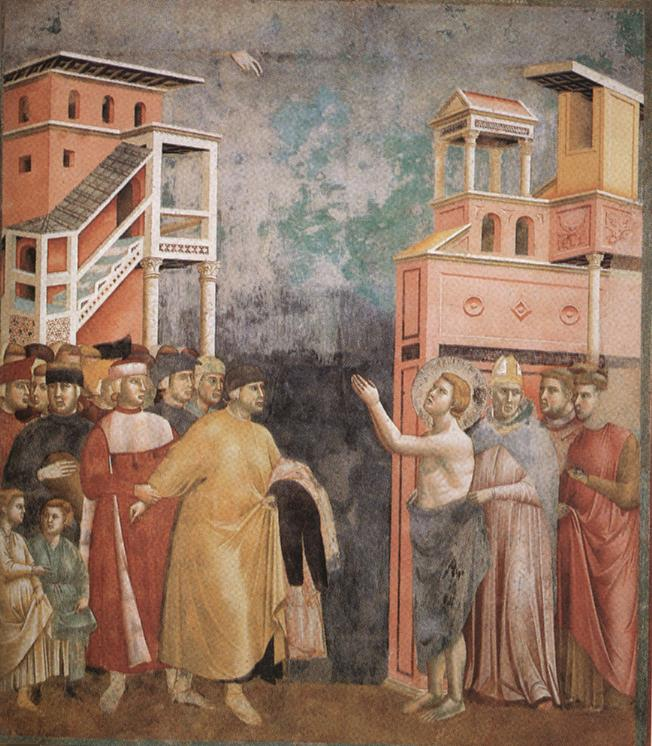
Saint François renonce au monde en se dépouillant de ses vêtements ; il se met nu devant l'évêque d’Assise qui le place sous sa protection en le couvrant d’un manteau. Giotto, Fresque de la Basilique Saint-François d'Assise (1295).

Il dépense également beaucoup d'argent en aumônes. Furieux des excentricités de son fils, Pietro Bernardone exige qu'il lui rende des comptes, et ne craint pas de l'assigner en justice pour le déshériter.
À l'issue de ce procès au tribunal de l'évêque d'Assise Guido Ier, François rompt la relation avec son père en lui laissant, symboliquement, ses habits. François, se réclamant d'un statut de pénitent qui lui permet d’échapper à la justice laïque, sera alors convoqué par l'évêque d'Assise.  

C’est alors que prend place la scène fameuse illustrée en particulier par Giotto sur les murs de la Basilique supérieure d’Assise : lors de son audition sur la place de la ville, au printemps 1206, François rend l'argent qui lui reste, ainsi que ses vêtements et dit à son père et à la foule rassemblée : 

« Jusqu'ici je t'ai appelé père sur la terre ; désormais je peux dire : Notre Père qui êtes aux cieux, puisque c'est à Lui que j'ai confié mon trésor et donné ma foi. »

 Il va alors se placer sous la protection de l'évêque Guido, qui l'enveloppe de sa cape, pour signifier que l'Église le prend sous sa juridiction, et reconnaît en lui désormais un religieux, au sens juridique du terme.
En sortant ainsi du monde et du « siècle », François rompt non seulement avec sa famille, mais aussi avec la commune d’Assise, qui garantissait les droits de ses habitants. Ainsi s’explique qu’il ait dès lors résidé le plus souvent hors les murs, menant une vie d’ermite et mendiant sa nourriture.
Après avoir trouvé refuge comme serviteur chez les bénédictins de l'abbaye de San Verecondo au nord d'Assise, qui le traitent particulièrement durement, François part pour Gubbio, où il est employé à la léproserie de San Lazzaro.
Revenant à Assise vers l'été 1206, il mendie pour obtenir de la population des pierres nécessaires à la reconstruction, et restaure successivement les chapelles de Saint-Damien (San Damiano), de Saint-Pierre (San Pietro), et de la Portioncule. « Le Seigneur me donna une telle foi dans les églises, écrit François, que je priais ainsi simplement et disais : Nous t’adorons, Seigneur Jésus, et nous te bénissons parce que, par ta sainte croix, tu as racheté le monde. »
Le 12 octobre 1208 (fête de saint Luc) ou le 24 février 1209 (fête de saint Mathias), dans la chapelle de la Portioncule (La Porziuncola), François comprend enfin le message de l'Évangile et, de converti, devient missionnaire.

### Pauvreté, première communauté

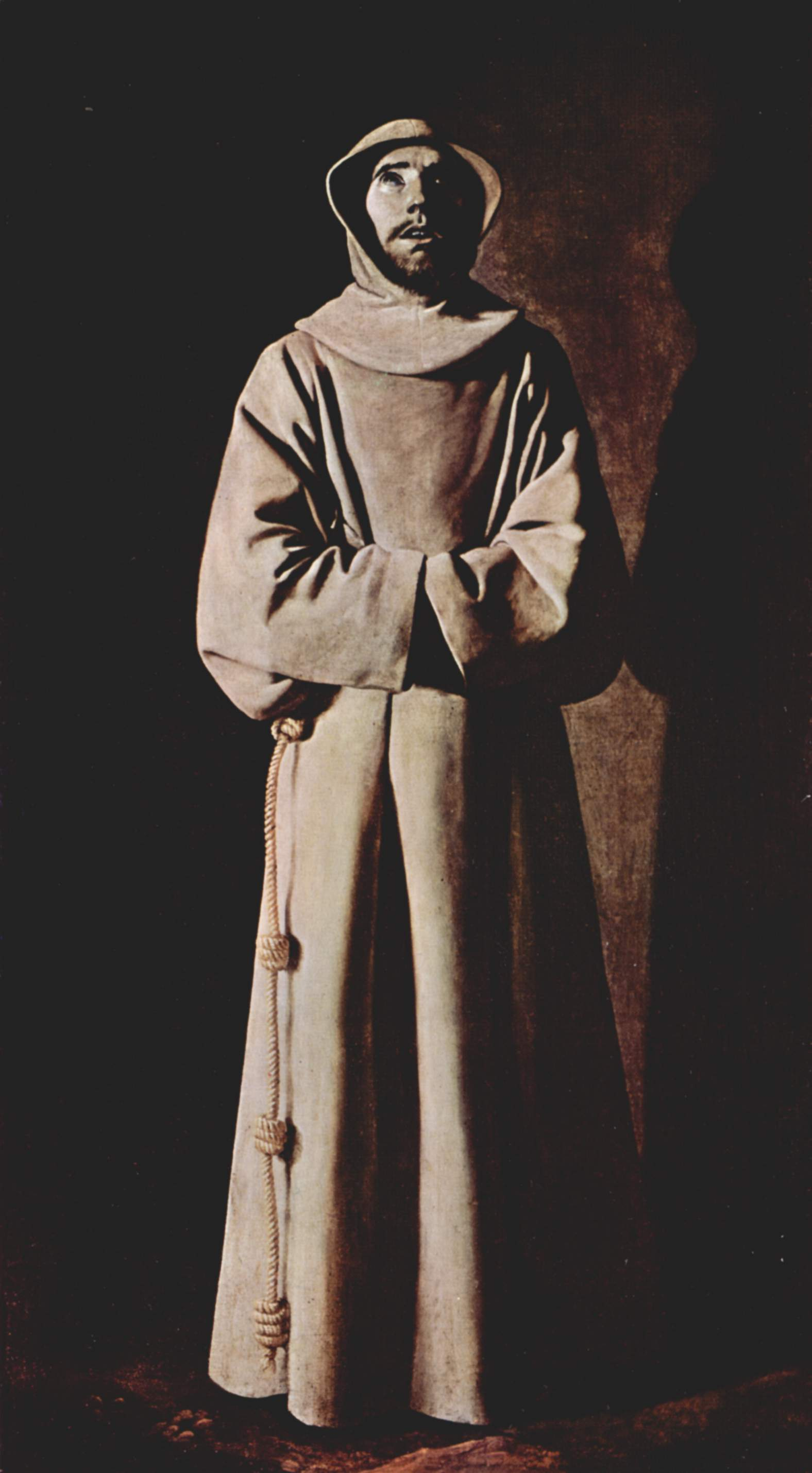
François d'Assise par Francisco de Zurbarán. Musée des beaux-arts de Lyon, France.

Il décide alors d'« épouser Dame Pauvreté », se consacrant à la prédication et gagnant son pain par le travail manuel ou l'aumône. Il change son habit d'ermite pour une tunique simple. La corde remplace sa ceinture de cuir. Il est probable que sa fréquentation des lépreux date de cette époque, et de la stabilité qu'il pouvait trouver auprès de la léproserie voisine.
Bernard de Quintavalle, et Pierre de Catane le rejoignent très vite, puis d'autres encore et François se retrouve à la tête d'une petite communauté.
En 1210 le pape Innocent III, qui l'a vu en rêve soutenant la basilique Saint-Jean-de-Latran, cathédrale de Rome en ruines, valide verbalement la première règle rédigée par François régissant la fraternité naissante.
En 1212 il accueille Claire Offreduccio parmi les siens et fonde avec elle l'Ordre des Pauvres Dames appelées plus tard «sœurs Clarisses» en référence à leur sainte patronne.
Rapidement, l'ordre franciscain tel que l'avait conçu François est dépassé par son succès et s'organise contre les vœux du fondateur, si bien qu'après un voyage en Égypte et une rencontre étonnante en septembre 1219 lors du siège de Damiette avec le sultan Al-Kâmil, qu'il tente vainement de convertir,,, François abdique en 1220 (alors que son humilité lui fait rejeter le principe même du pouvoir, il emploie à cette occasion le terme resignare et non renuntiare, la « renonciation » répondant à des critères précis selon le droit canon) et confie la direction de l'ordre à Pierre de Catane (de) puis à Élie d'Assise.

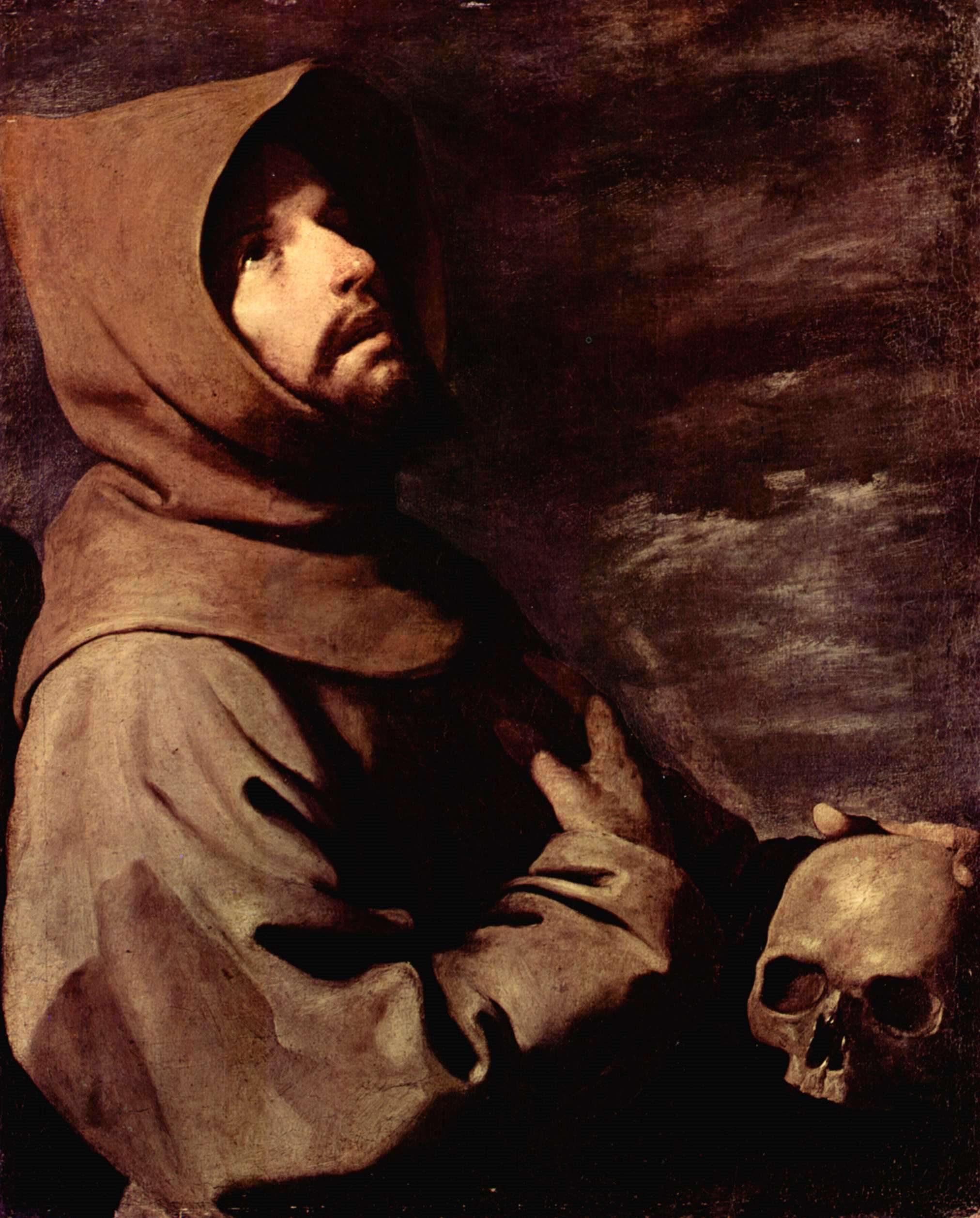
Saint François en extase par Francisco de Zurbarán, Alte Pinakothek, Munich.

Il désapprouve également le goût naissant des franciscains pour l'étude et l'enseignement, si bien qu'il refuse un jour d'entrer dans une maison conventuelle à Bologne lorsqu'il apprend qu'elle est surnommée « Maison des frères » et qu'elle comporte une école.
Il fonde en 1222 le couvent de Folloni à Montella.

### Règles
En 1221, durant le chapitre général, il couche sur le papier la règle officielle qu'il veut donner à l'ordre. Ce texte, appelé aujourd'hui Regula prima, est jugé trop long et trop flou pour être praticable.
En fait, le caractère « vague » de cette règle, bien qu'enrichie tous les ans par un chapitre, offrait des inconvénients d'organisation dans le contexte de l'époque ; ainsi : « Dans l'esprit du fondateur, les frères devaient être à la fois des mendiants et des prédicateurs, vivre de la pauvreté absolue sans former de communautés cloîtrées : idéal (…) qui tout de suite rencontra des oppositions. » Il s'agissait donc plutôt d'une organisation de pure religiosité sans contrainte institutionnelle.
En 1222, François se rend à Bologne où, à la demande de laïcs, il crée un troisième Ordre après celui des Frères mineurs et des sœurs pauvres : le Tiers-Ordre franciscain (appelé aujourd'hui « Fraternité séculière ») auquel adhère notamment la jeune duchesse de Thuringe, Élisabeth de Hongrie (1207–1231).
En février 1223, François se retire dans l'ermitage de Fonte Colombo, pour reprendre la rédaction de la règle avec l'aide de son secrétaire et ami, frère Léon. Celle-ci sera discutée au chapitre de juin puis approuvée par la bulle Solet annuere du pape Honorius III, d'où son nom de Regula bullata.

### Crèche vivante
Une légende tenace veut qu'il ait créé en 1223 la première crèche vivante à Greccio, alors que ces scènes étaient déjà jouées depuis plusieurs siècles par des comédiens dans les mystères de la Nativité, sur les parvis des églises.

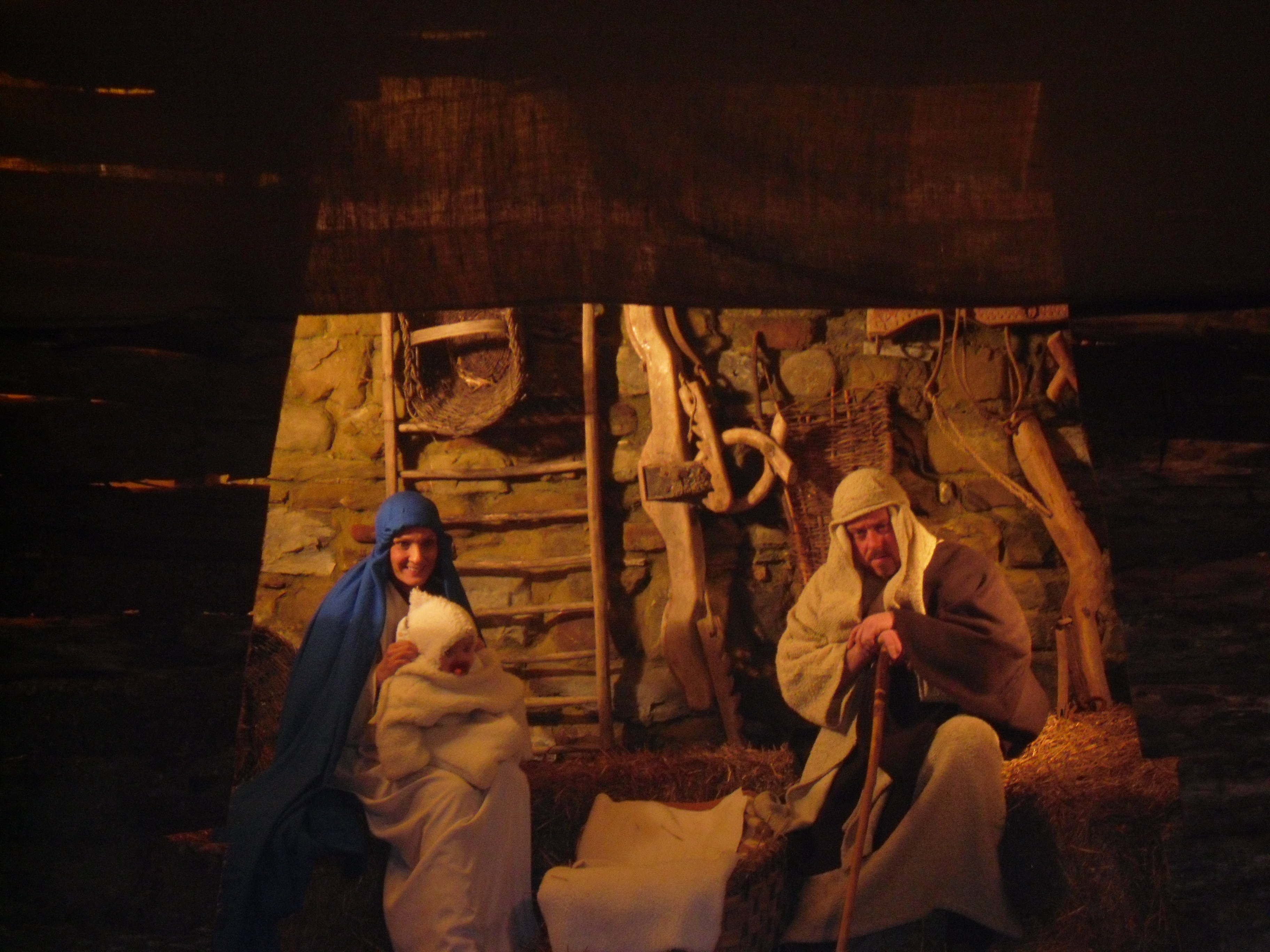
Crèche vivante à Castiglion Fiorentino, Arezzo.

Selon la tradition franciscaine, c'est en souvenir d'un voyage en Palestine que François, très impressionné par cette visite, souhaite représenter la Nativité à Greccio, village lui rappelant avec émotion Bethléem.
François choisit d'utiliser une mangeoire remplie de foin, un âne et un bœuf réels dans une grotte, appelée « Chapelle de la Crèche », de la région où les frères mineurs avaient établi l’ermitage de Greccio (it) accroché au flanc de la montagne, avec la coopération du seigneur du village, Jean Velita de Greccio.
L’originalité de François d’Assise est d’avoir célébré une crèche vivante dans un cadre naturel plus évocateur, en associant les villageois de Greccio, qui ont pu expérimenter la « Nativité » et avoir l’impression d’incarner les personnages des écrits bibliques.
Petit à petit, la coutume se répand, notamment sous l’influence de Claire d’Assise et des prédicateurs franciscains, surtout dans les oratoires franciscains en Provence et en Italie, sous forme de crèches vivantes mais aussi de crèches fabriquées avec des santons, des figurines en bois ou en terre et qui pouvaient être exposées plus longtemps.

### Stigmates, fin de vie

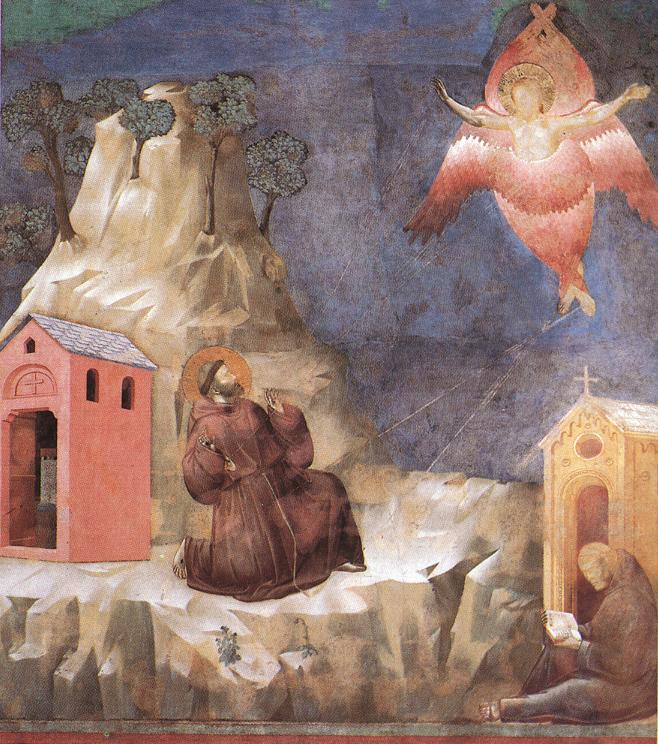
Saint François recevant les stigmates. Fresque de Giotto.

En août 1224, François se retire avec quelques frères au monastère de l'Alverne. Le 17 septembre, trois jours après la fête de la Croix glorieuse, il aurait reçu les stigmates,. Il serait le premier stigmatisé de l'Histoire.
La source la plus ancienne concernant les stigmates de François d'Assise serait une lettre encyclique envoyée aux franciscains en 1226 par Élie de Cortone, alors vicaire général de l'ordre, mais cette lettre fut publiée pour la première fois en 1620 et on n'en connaît aucune tradition manuscrite, ce qui a amené l'historien Felice Accrocca à mettre en doute son authenticité dans une publication de 1995. 
En 1997, l'historien Giovanni Miccoli a plaidé l'authenticité. En revanche, on s'accorde à dater de 1228 ou 1229 un ouvrage où l'auteur franciscain Thomas de Celano raconte la stigmatisation.
À partir du moment où il est censé avoir reçu les stigmates, François est souvent malade et en proie à des crises d'angoisse, il se réfugie dans une hutte près de la chapelle San Damiano. 
Dans cette chapelle, il commence son itinéraire spirituel et il vit la communauté des sœurs pauvres inaugurée par Claire d'Assise. Il y écrit son « Cantique de frère soleil » (ou « Cantique des créatures »), premier texte en italien moderne écrit soixante-dix ans avant la Vita nuova de Dante Alighieri, véritable célébration de Dieu en sa Création, et l'un des premiers grands poèmes italiens.
Il meurt le 3 octobre 1226 dans la petite église de la Portioncule, aujourd'hui incluse comme chapelle de la basilique Sainte-Marie-des-Anges d'Assise dans le Val di Spoleto non loin de la ville haute d'Assise.
Son corps repose dans la crypte de l'Église inférieure de la basilique Saint-François d'Assise aux côtés de ses frères les plus proches : Léon d'Assise, Ange Tancrède de Rieti, Massée de Marignan et Rufin d'Assise.
Il laisse un testament où il professe son attachement à la pauvreté évangélique et à la Règle.
À sa mort, l'ordre des franciscains compte de 3 000 à 5 000 frères.

## Œuvres et témoignages
Bien qu'il se présente comme illettré, François a laissé de nombreux écrits de genres variés. Certains d'entre eux nous sont parvenus comme autographes, c’est-à-dire les originaux écrits par François lui-même (BLéon, LLéon). D'autres sont des copies incluses dans des collections, telles que le prestigieux manuscrit 338 de la Bibliothèque communale d'Assise. D'autres, enfin, sont tirés d'écrits divers dans lesquels ils avaient été cités (par exemple la Règle de sainte Claire). Son œuvre, qui comprend les Statuts de son ordre, des Sermons, des Cantiques et des Lettres, a été publiée à Anvers, 1623, in-4.
Les témoignages doxographiques sur saint François sont nombreux ; en 2014, la troisième et dernière version de sa biographie (après la Vita prima de 1228 et la secunda près de vingt ans plus tard) rédigée par Thomas de Celano a été retrouvée dans un fonds privé, acquise pour 60 000 euros par la Bibliothèque nationale de France et publiée en français, italien et latin. Dans cette version, l'accent est mis sur la réalité de la pauvreté matérielle de François ainsi que sur sa fraternité envers les créatures en leur qualité d'enfants du même Père plutôt qu'entendue comme un hymne à la nature.

### Authenticité des écrits

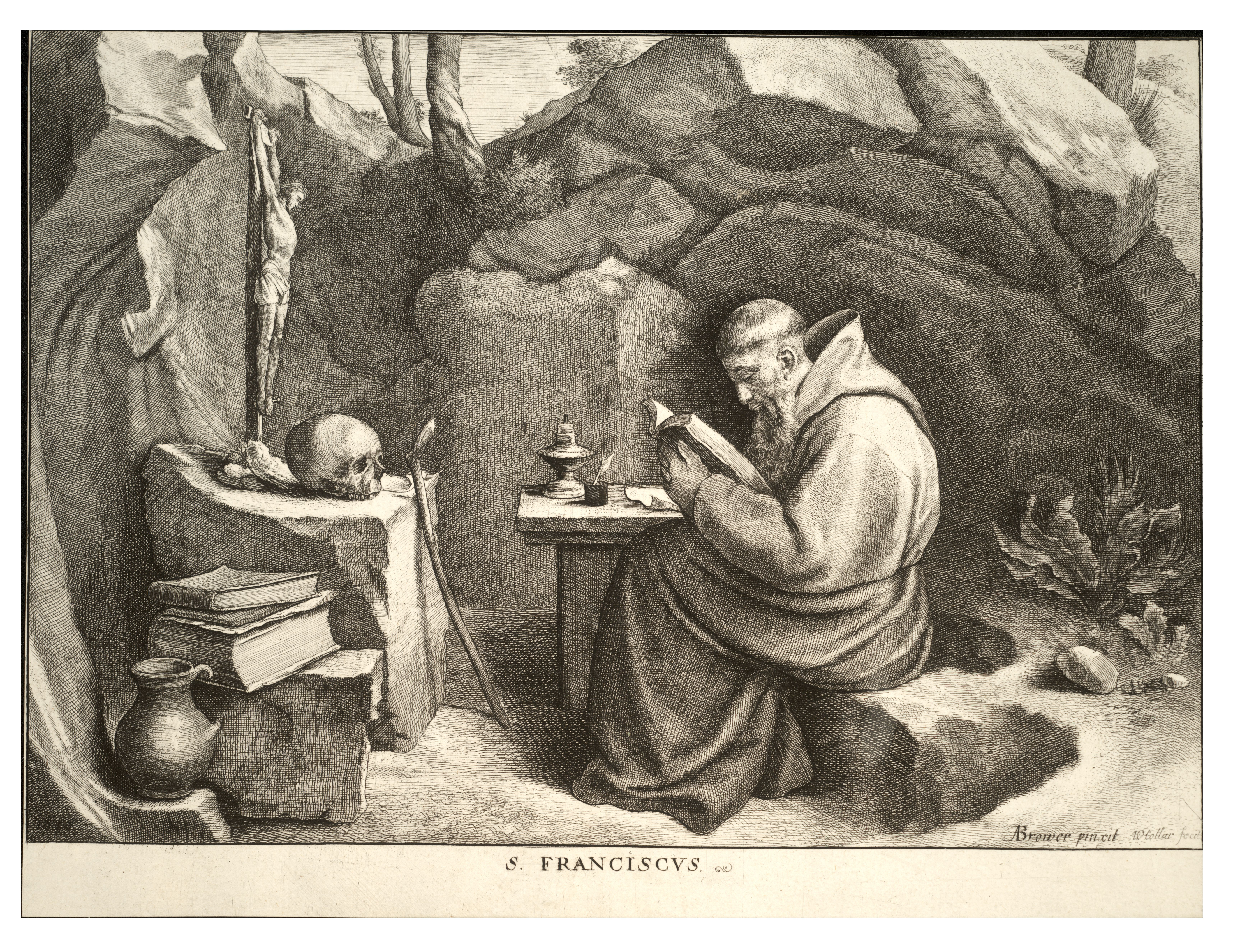
Saint François. Gravure de Wenceslas Hollar, XVIIe siècle.

Les études récentes ont permis de déterminer les écrits que l'on peut attribuer à François, et à quel titre on peut les lui attribuer. Certains textes ont été éliminés des éditions récentes du fait de leur degré d'authenticité trop faible. Ainsi la célèbre Prière pour la paix, appelée aussi Prière simple ou encore Prière de saint François, ne fait partie d'aucune collection manuscrite. La trace la plus ancienne de ce texte ne remonte pas avant 1912. La prière fut ensuite imprimée vers 1916 au dos d’une image pieuse représentant François d'Assise. Ce n’est qu’à partir de 1936 qu’on l'attribua à saint François. Son succès mondial est dû au sénateur américain Tom Connally (en) qui en fit lecture en 1945 à la tribune de la conférence de San Francisco qui verra naître l'ONU, la ville de San Francisco ayant été placée dès sa création par les Espagnols sous le patronage du saint.
D’autres prières, autrefois fameuses, ont récemment perdu du crédit auprès des chercheurs et ont disparu des éditions critiques des écrits de François.
Deux textes sont autographes (LLéon, LD-BLéon). Pour d'autres, on a un témoignage attestant que François en est l’auteur (CSol).
Parfois, comme cela arrivait souvent au Moyen Âge, François a dicté un texte à un secrétaire, plus ou moins habile. Certains textes commencent en effet par « Écrit comme… » (JP, TestS, BBe). Ceux-ci sont qualifiés d’opera dictata.
Certains textes (Adm) semblent être des notes prises pendant des entretiens.
La règle (1Reg, 2Reg) est un écrit ayant évolué de 1208 à 1223, dans lequel François tient certes une grande part, cependant une étude précise montre que ce texte est l'œuvre de la communauté franciscaine réunie en chapitre.
La classification de l'œuvre de François est toujours artificielle. Les textes mélangent les genres littéraires, notamment la Première Règle, à caractère législatif qui contient des modèles d'exhortation (type Lettres) et des prières. La classification souvent admise est celle qui suit :

### Législation
- Admonitions (Adm)
- Joie Parfaite (JP)
- Règle de 1221 ou Première Règle (1Reg)
- Règle de 1223 ou Deuxième Règle (2Reg)
- Testament (Test)
- Règle pour les ermitages (RegErm)
- Exhortation aux sœurs de Saint-Damien (ExhPD)
- Testament de Sienne (TestS)
- Fragment de la règle de sainte Claire (FVie et DVol)

### Lettres
- Lettre aux chefs des peuples (LChe)
- Lettre à tout l'Ordre (LOrd)
- Bénédiction à Frère Bernard (BBe)
- Lettre à tous les fidèles (rédaction I) (1LFid)
- Lettres à tous les fidèles (rédaction II) (2LFid)
- Lettre aux clercs (LCle)
- Lettre aux custodes (LCus)
- Lettre à Frère Léon (LLéon)
- Lettre à un ministre (LMin)
- Lettre à saint Antoine (LAnt)

### Prières
- Oraison

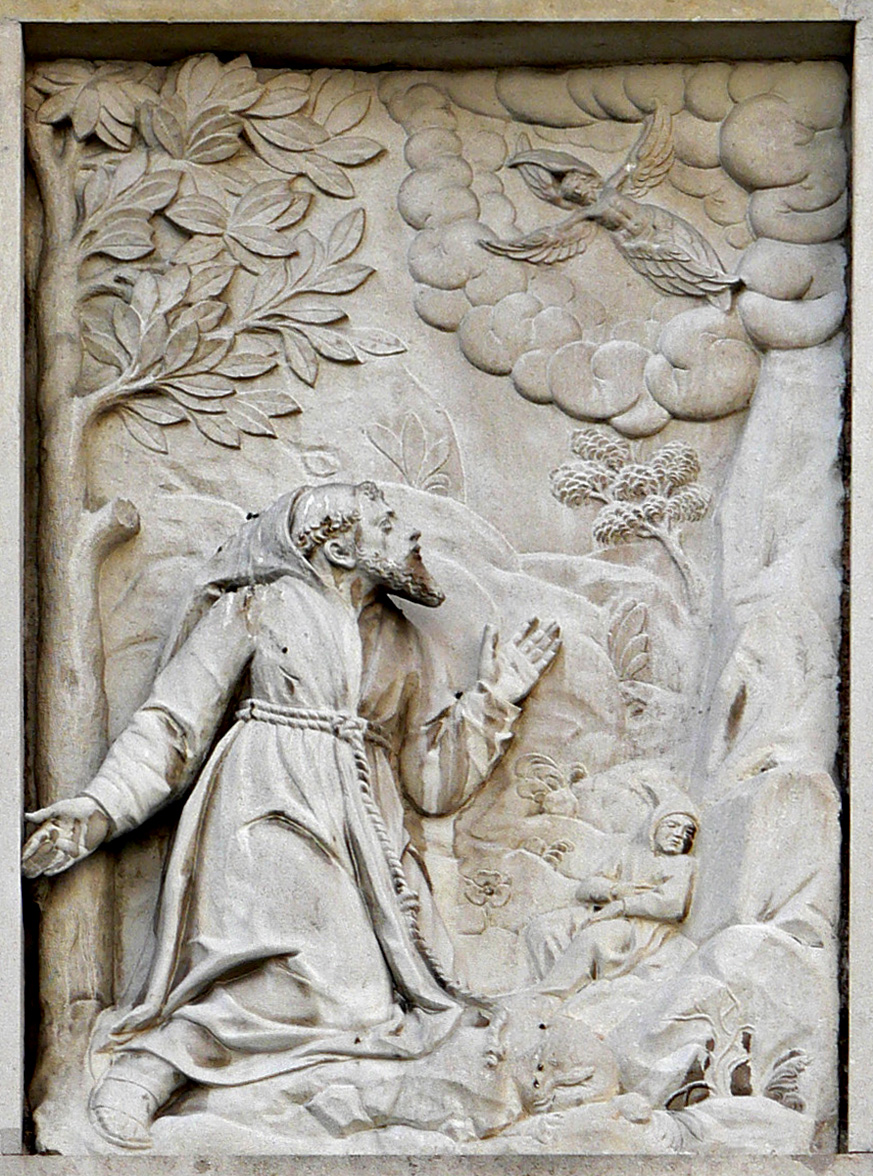
Saint François en prière, Salzbourg, porte de Kapuzinerberg.

- Louanges pour toutes les heures (LH)
- Notre Père paraphrasé (Pat)
- Louange à Dieu (LD)
- Cantique des créatures (CSol)
- Bénédiction à frère Léon (BLéon)
- Exhortation à la louange de Dieu (ExhLD)
- Salutation des Vertus (SalV)
- Prière de saint François passant devant une église
- Salutation à la Vierge (SalM)
- Antienne mariale (PsFant)
- Prière de saint François devant le crucifix de saint Damien (PCru)
- Prière d’intercession
- Psautier de saint François (PsF)

Les abréviations sont celles de l'édition bilingue latin-français :
- François d'Assise (trad. du latin par T. Desbonnet, T. Matura, J-F. Godet, D. Vorreux, édition K. Esser), Écrits, Paris, Le Cerf, coll. « Sources chrétiennes », 1981 (ISBN 978-2-204-07235-9).

### Divers

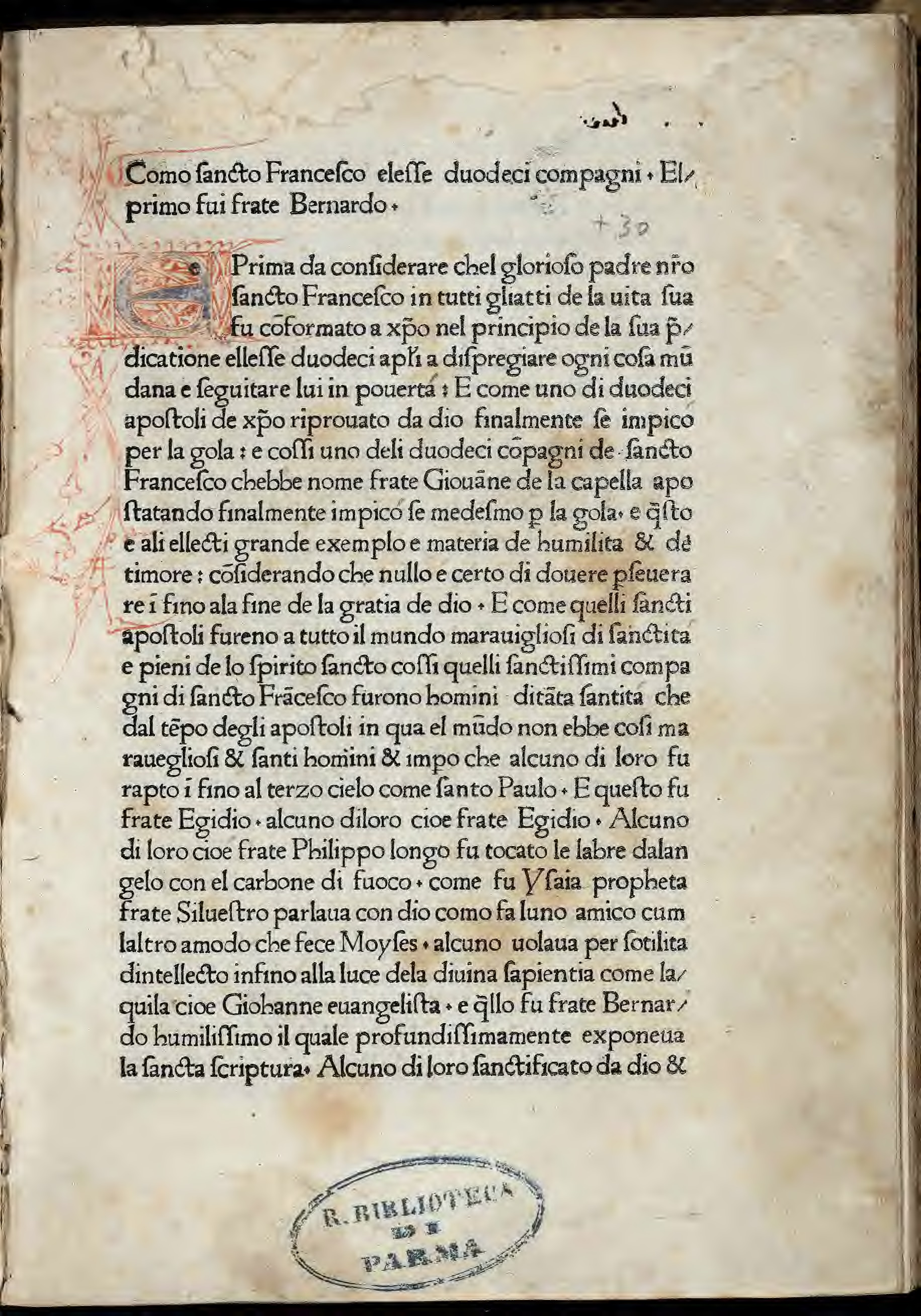
Fioretti.

- Saint François d'Assise. Documents, Écrits de François et premières biographies rassemblés par les Pères Théophile Desbonnets et Damien Vorreux, OFM, Les Éditions Franciscaines, 1968; 3e éd. 2002, 1504 p.  (ISBN 978-2-85020-113-4).
- François d'Assise, La Joie parfaite, textes choisis et présentés par Stéphane Barsacq, Éditions Points-Sagesse, 2008  (ISBN 978-2-7578-0506-0).
- François d'Assise. Écrits, Vies, témoignages. Édition du VIIIe centenaire, dir. Jacques Dalarun, Paris : Éditions du Cerf — Éditions franciscaines, 2010, t. I, p. 61-396  (ISBN 978-2-85020-250-6).
- Les Fioretti de saint François d'Assise, datant de la fin du XIVe siècle, traduit dans toutes les langues importantes et constamment réédité.
- Cantique de Frère Soleil, traduit et commenté par Sylvain Piron, Paris, PUF, 2023, 96 p.

### Écrits perdus
Des cantiques ont été composés, paroles et musique pour les Clarisses d'après Miroir de la perfection (SP 90). C'est peut-être de ces textes que parle Claire d'Assise dans son testament.

## Postérité spirituelle

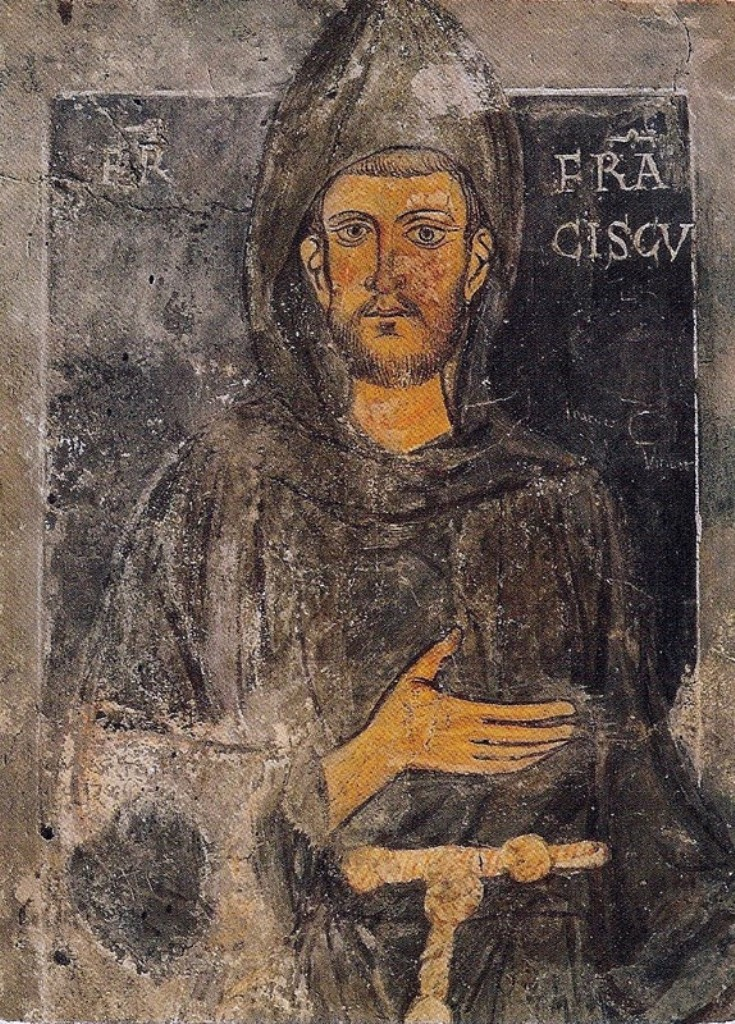
Saint François, fresque au Sacro Speco (Subiaco).

François est, fait inhabituel, rapidement canonisé le 16 juillet 1228 par le pape Grégoire IX, alors en exil face à l'empereur Frédéric II de Hohenstaufen qui tente une invasion des États pontificaux. Peu après sa mort, il est rapidement surnommé « l’Alter Christus » (l’autre Christ),. De nos jours, il fait partie des saints catholiques les plus populaires et sans doute celui qui est le mieux accueilli parmi les non catholiques ou non chrétiens. En raison de sa rencontre avec le sultan à Damiette, il est considéré comme le précurseur du dialogue interreligieux ; par la suite, l'annonce de la prière par les cloches, puis l'Angélus se sont répandus. Sa ville natale a été choisie par Jean-Paul II comme siège de la journée mondiale de prière en 1986. Cette journée a été suivie d'autres journées de prière connues sous le nom de rencontres d'Assise.
Figure de premier plan dans l'histoire religieuse de l'humanité, il a fait accomplir au christianisme une mutation décisive : Élie Faure souligne la joie à laquelle saint François donne libre cours pour chanter la louange de Dieu, mais aussi l’abolition des catégories habituelles de l’âme et du corps, de l’homme et de la nature : « François d’Assise aima avec l’emportement que les hommes de son époque mettaient à tuer. S’il fut soumis à ceux dont la corruption et la violence avaient provoqué sa venue, c’est qu’il sentit à sa douceur une puissance invincible, capable de nettoyer et de renouveler le monde. Mais en faisant rentrer l’esprit humain dans la nature dont l’avait arraché le christianisme primitif, il lui restitua l’aliment de la dignité et de la force. Son panthéisme protesta contre le dualisme chrétien qui rend définitif le désaccord entre la chair et l’âme et ferme brutalement l’accès des grandes harmonies. En mourant il se repentait d’avoir pratiqué l’ascétisme, “offensé son frère le corps”. Parole profonde et charmante ! […] Il ne fit pas aux hommes de son temps les discours de morale qui les ennuient sans les changer. Il leur dit, avec une poésie si ardente qu’en parlant il tremblait, il riait, il pleurait de joie, tout ce qu’il enfermait d’amour pour ce qui est sur la terre. Il ne cessa jamais d’aimer. »
 Quant à l’historien Jacques Dalarun, il met l’accent sur la nette amorce d’un mouvement de féminisation : « À l’image de l’âme pécheresse, François fait la femme pour accéder à la rédemption », choisissant « le gouvernement maternel afin de diriger sans écraser, en refusant ce qui est pour lui plus que tout haïssable, le pouvoir. […] François d’Assise est certainement l’un des acteurs majeurs des révolutions mentales qui firent de notre culture ce qu’elle est. L’audace de celui que la Légende de Pérouse appelle “un nouveau fou dans le monde” est extrême, et son jeu sur les catégories, des classes comme des sexes, n’est pas la moindre de ses originalités. »
À la suite de la nuit qu'il célébra dans une grotte à Greccio, l'usage de la crèche de Noël s'est répandu dans la famille franciscaine puis dans les foyers.
En 2007, lors du troisième rassemblement œcuménique de Sibiu en Roumanie, le jour de la saint François d'Assise (4 octobre) a été choisi pour clore le Temps de la Création, devenu en 2019 « saison de la Création ». En 2015, le pape François mentionne saint François d'Assise, dans son encyclique Laudato si' « sur la sauvegarde de la maison commune » (c'est-à-dire la sauvegarde de la Création), comme « l'exemple par excellence de la protection de ce qui est faible et d'une écologie intégrale ». En octobre 2020, il place sa nouvelle encyclique, intitulée « Fratelli tutti » sous le patronage de Saint François d'Assise, et la consacre « à la fraternité et à l'amitié sociale ».

## Patronage
François est le patron notamment des louveteaux, (branche réservée aux jeunes enfants) au sein des mouvements de scoutisme catholiques, ainsi que celui des animaux, probablement par référence au miracle du « Loup de Gubbio » mais surtout pour le regard plein d'amour et de contemplation de l'œuvre de Dieu que portait saint François sur la nature (Cantique des créatures…). À son exemple, suivant l'article 6 de leur loi, les scouts sont invités à découvrir dans la nature « l'œuvre de Dieu » et à la considérer en conséquence avec respect et en apprenant à la connaître.
Considérant les animaux comme des créations vivantes de Dieu et les élevant au rang de frère de l'homme, saint François est devenu le saint patron des animaux et le jour de sa fête, le 4 octobre, a été instauré comme Journée mondiale des animaux lors d'une convention d'écologistes à Florence en 1931.
Le 29 novembre 1979, le pape Jean-Paul II le proclame patron des cultivateurs de l'écologie, par la lettre apostolique Inter sanctos praeclarosque viros.

## Hommages
Le pape Benoît XVI a déploré que la figure de François d'Assise ait subi les assauts de la sécularisation.
Le 13 mars 2013, le cardinal argentin Jorge Mario Bergoglio est élu pape et prend le nom de François, en référence à François d'Assise selon ses propres dires rapportés par l'archevêque de New York Timothy Dolan ; le nom est choisi comme signe de pauvreté et d'espérance. Le pape François est le premier de l'histoire à prendre ce nom, et il semble vouloir signifier par là sa volonté de voir l'Église retourner à sa mission première : être pauvre parmi les pauvres suivant ainsi le vieil adage ascétique médiéval : « suivre nu le Christ nu ». Le pape François s’est rendu le vendredi 4 octobre 2013 dans la cité du Poverello, dont il a pris le nom.
Plusieurs églises de par le monde sont nommées en son honneur. 

La ville de San Francisco, en Californie, est nommée en son honneur. 

## Les troisSaint Françoisdu Caravage

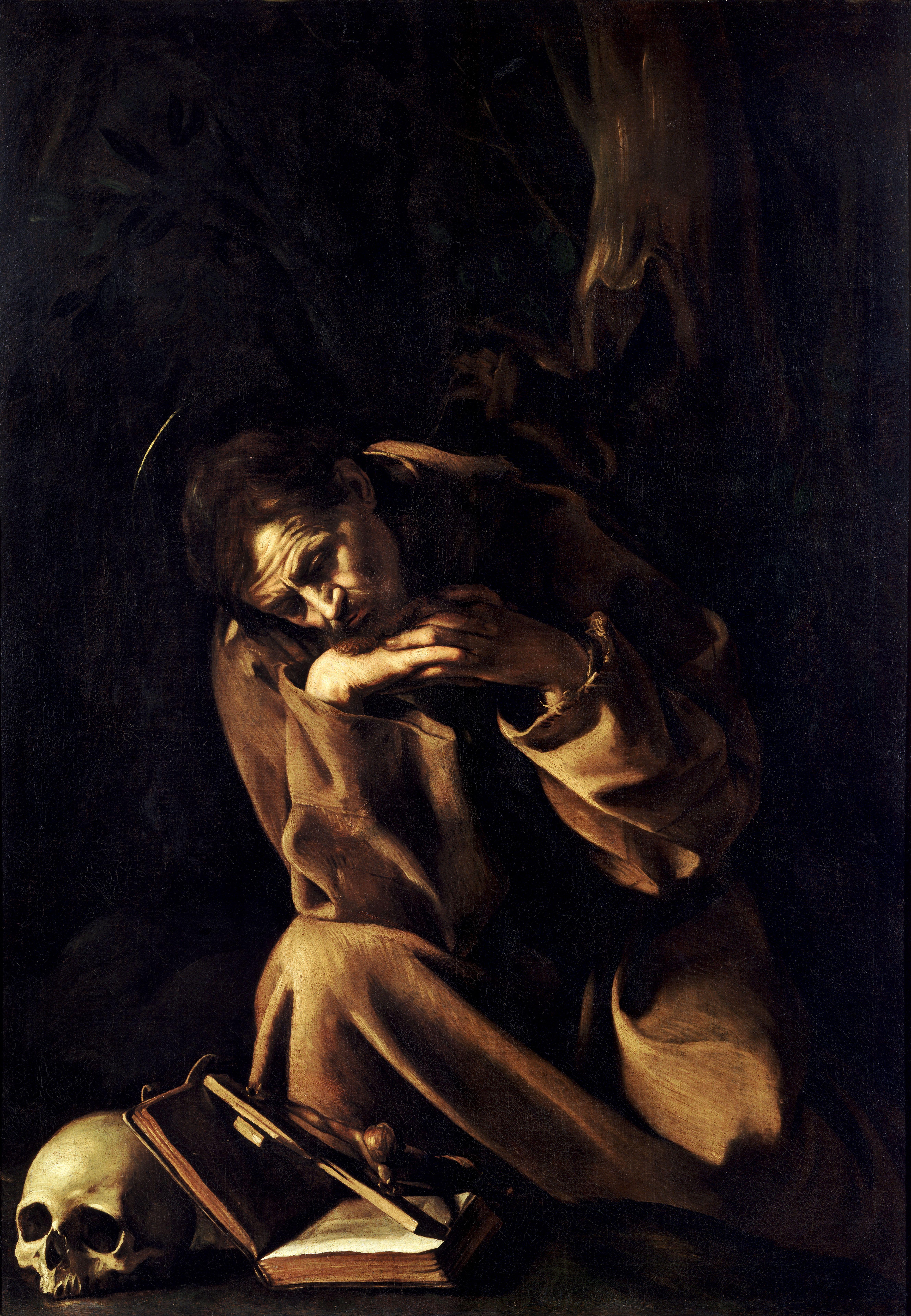
Saint François en méditation, Musée civique de Crémone.
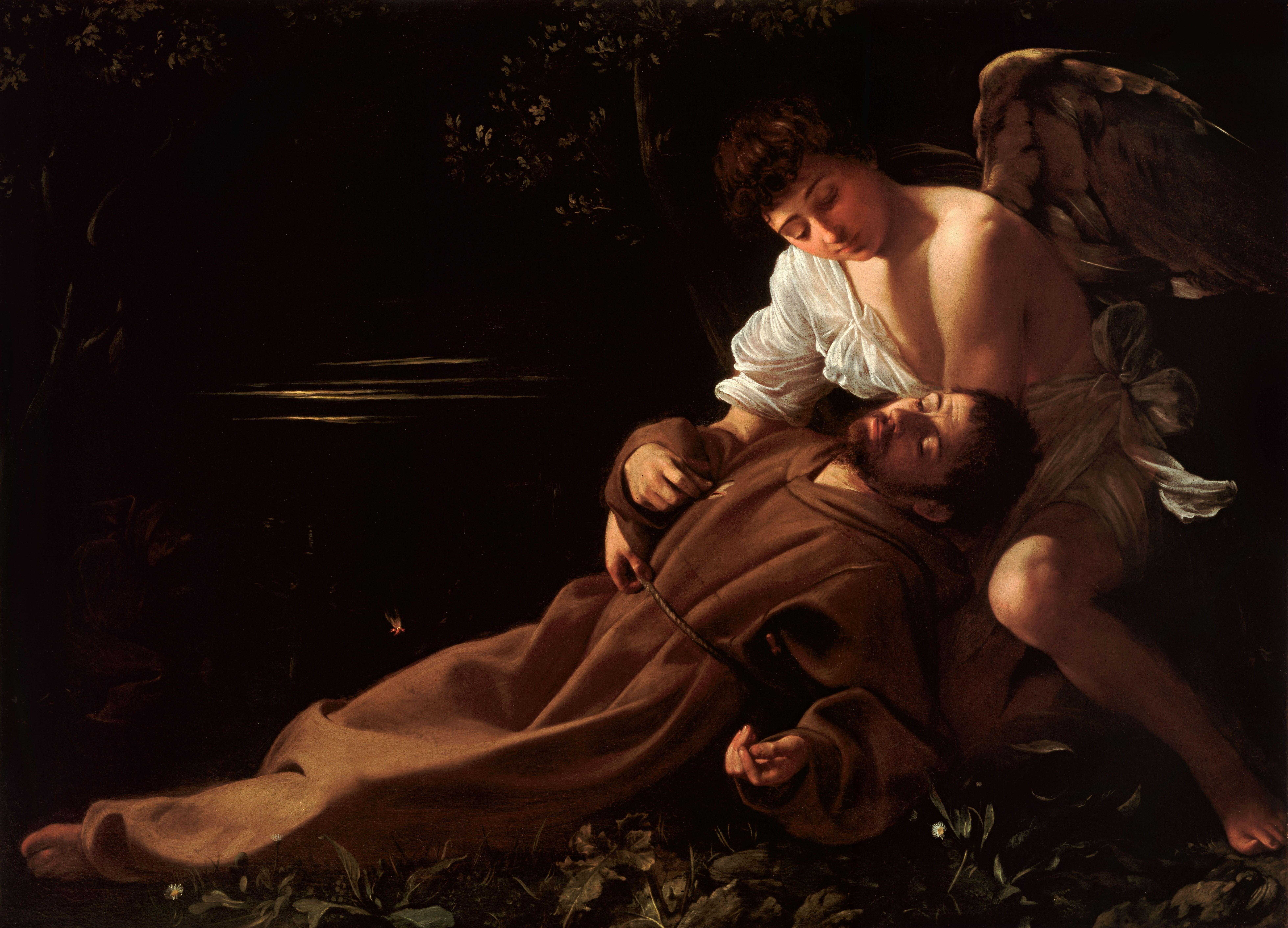
Saint François en extase (1595), Wadsworth Atheneum, Hartford.
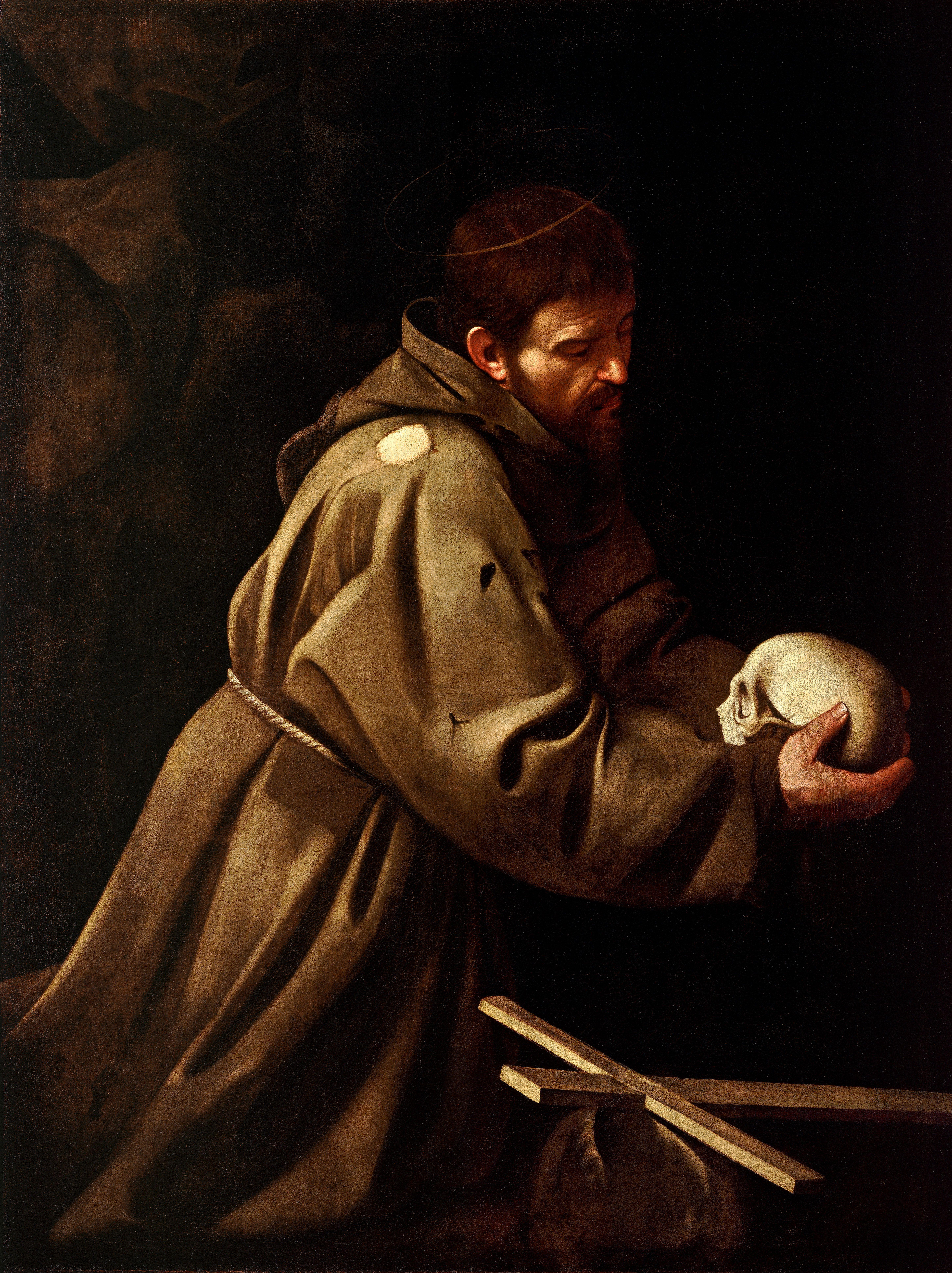
Saint François en prière (1606) Galerie Nationale d’Art Ancien de Rome.

## Dans les arts et la culture

### Iconographie

#### Peinture
- Allégories franciscaines
- Chapelle de la Madeleine (Saint-François d'Assise)
- La Conversation sacrée
- La Crucifixion (Le Pérugin et Signorelli)
- Dispute sur la Sainte Trinité
- L'Extase de saint François (Bellini)
- L'Extase de saint François (Le Caravage)
- François d'Assise avec des anges (Botticelli)
- Saint François en extase (Guido Reni)
- Saint François en extase (Zurbarán)
- Fresques de la vie de saint François à Assise (Giotto)
- Les Funérailles de saint François
- Gonfanon de la Justice
- Le Loup d'Agubbio (Luc-Olivier Merson)
- La Madone des Harpies
- Madonna di Ca' Pesaro
- Maestà d'Assise (Cimabue)
- Le Mariage mystique de saint François d'Assise
- Mariage mystique de sainte Catherine
- La Nativité avec saint François et saint Laurent
- Polittico dei Gesuati
- Polyptyque de Santa Chiara
- Polyptyque Miglionico
- Polyptyque Peruzzi
- Retable Pucci
- Retable de Castelfranco
- Retable de Fano
- Retable de Monteripido
- Retable de saint François et six de ses miracles
- Retable de Saint-Ambroise
- Retable de Saint-Job
- Retable de Santa Lucia dei Magnoli
- Retable du noviciat
- Saint André et Saint François
- Saint François d'Assise (Carlo Crivelli)
- Saint François d'Assise avec un crucifix
- Saint François d'Assise recevant les stigmates
- Saint François en extase (Le Greco)
- Saint François en méditation
- Saint François en méditation sur le crucifix
- Saint François et quatre de ses miracles
- Saint François et six scènes de sa vie
- Saint François recevant les stigmates (van Eyck)
- Saint François recevant les stigmates (Le Greco)
- Vierge à l'Enfant avec saint François
- La Vierge de Foligno
- La Vierge de Lorette (Le Pérugin)
- Saint François (Francisco de Zurbarán)

### Filmographie

#### Cinéma

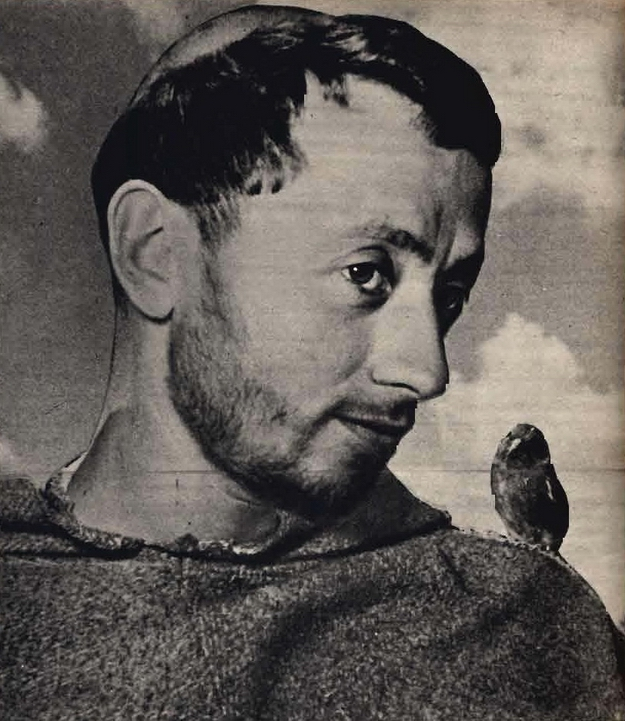
Nazario Gerardi dans le rôle de Saint François dirigé par Roberto Rossellini.

- 1911 : Il Poverello d’Assisi d'Enrico Guazzoni (Italie)
- 1918 : Frate Sole d'Ugo Falena et Mario Corsi (Italie)
- 1927 : Frate Francesco de Giulo Cesare Antamoro (Italie)
- 1932 : Assisi d’Alessandro Blasetti (Italie)
- 1944 : San Francisco de Assisi de Alberto Gout (Mexique)
- 1950 : Les Onze Fioretti de François d'Assise (Francesco, giullare di Dio) de Roberto Rossellini (Italie)
- 1960 : La Tragica notte di Assisi de Raffaello Pacini (Italie)
- 1961 : François d'Assise (Francis of Assisi) de Michael Curtiz (USA)
- 1965 : Cotolay de José Antonio Nieves Condé avec Vincent Parra.
- 1966 : Des oiseaux, petits et gros de Pier Paolo Pasolini
- 1972 : François et le chemin du soleil (Fratello sole, sorella luna) de Franco Zeffirelli (Italie)
- 1989 : Francesco de Liliana Cavani, avec Mickey Rourke ; présenté au festival de Cannes (Italie)
- 2002 : Francesco de Michele Soavi (Italie)
- 2007 : Chiara e Francesco de Fabrizio Costa (Italie)
- 2016 : L'Ami, François d'Assise et ses frères de Renaud Fély et Arnaud Louvet (France)

#### Télévision

##### Téléfilm
- 1966 : François d’Assise (téléfilm) de Liliana Cavani

### Théâtre
- 1926 : La Vie profonde de saint François d’Assise de Henri Ghéon
- 1944 : Le Petit Pauvre de Jacques Copeau, Gallimard, 1946. Créée en 1988, la pièce est reprise diverses fois, notamment en 2016/2017 à la chapelle de la Pitié-Salpêtrière à Paris, mise en scène de Djamel Guesmi.
- 1994 : François d'Assise, d'après l'œuvre de Joseph Delteil (1960), adaptation d'Adel Hakim et Robert Bouvier
- 1999 : François, le saint Jongleur, de Dario Fo, La Fontaine, 2012

### Musique
- Légende n°1 : Saint François d’Assise, La prédication aux oiseaux, Franz Liszt, 1863
- Saint François d'Assise, diptyque musical, livret et musique de Charles Gounod, 1891.

- Saint François d'Assise, oratorio pour chanteurs solistes, chœurs et orchestre (1909–10), M59, Maurice Ravel, perdu.
- Saint François d’Assise (Fioretti) Oratorio de Gabriel Pierné sur un poème de Gabriel Nigond, pour soli, chœurs d’hommes, de femmes, d’enfants et orchestre en un prologue (I La jeunesse de François, II François et la Pauvreté) et deux parties (première partie : I Le Lépreux, II Sœur Claire, III Les Oiseaux – deuxième Partie : IV Les Stigmates, V Le Cantique du Soleil, VI La Mort) 1911-1912
- San Francesco d'Assisi, Mystère pour voix seules, Chœur et Orchestre (1920/1921) de Gian Francesco Malipiero
- Quatre petites prières de Saint François d’Assise, Francis Poulenc, 1948
- Saint François d'Assise, livret et musique d'Olivier Messiaen ; opéra en 3 actes et 8 tableaux. Opéra commandé par Rolf Liebermann en 1975 pour l’Opéra de Paris[68].

- L'infinitamente piccolo (des versions éditées hors de l'Italie incluent un ou plusieurs titres en français, allemand, grec ou flamand) composé et interprété par Angelo Branduardi, 2000.
- François des oiseaux , oratorio en 10 tableaux de Michel Garnier (1) sur la vie de François et Claire d'Assise, inspiré du livre de Daniel Meurois "François des oiseaux, Claire et le soleil", et du livre « François d’Assise, le retour à l’évangile » du Père Franciscain Eloi Leclerc, œuvre pour soli, chœur, orchestre et bols de cristal. La première a eu lieu le 31 mai 2014 en la basilique supérieure d’Assise. (1)  Michel Garnier compositeur, metteur en scène, musicien et chanteur, né à Brignoles (83) en 1957.

### Arts graphiques
- Illustrations de Maurice Denis pour l’édition des petites fleurs de Saint François d’Assise, 1911, traduite par André Pératé
- Illustrations d’Émile Bernard pour l’édition des petites fleurs de Saint François d’Assise, édition Ambroise Vollard, 1928
- Illustration d’Umberto Brunelleschi, traduit par Frédéric Ozanam, Les petites fleurs de Saint François d'Assise, librairie d'amateurs, 1942
- Illustrations de Bernard Boutet de Monvel pour Saint François d’Assise, 1921, éditions Plon, Paris
- Trente Illustrations en couleur pour les petites fleurs de Saint François d'Assise d’Eugène Burnand, 1919, éditions Sand &Co, Londres.